# Articularia
Articularia är ett släkte av svampar. Articularia ingår i divisionen sporsäcksvampar och riket svampar.